# جتين تكيندور
تحسين تيكندور (بالتركية: Çetin Tekindor)‏ هو ممثل تركي، ولد في 16 يوليو 1945 بسيواس في تركيا.

## أعمال

### أفلام
- (2005) أبي وابني
- (2017)  ابنة الحرب

### مسلسلات
- القبضاي
- في الداخل
- محمد الفاتح
- الطائر الرفراف

## وصلات خارجية
- جتين تكيندور على موقع IMDb (الإنجليزية)
- جتين تكيندور على موقع قاعدة بيانات الأفلام العربية
- جتين تكيندور على موقع ألو سيني (الفرنسية)
- جتين تكيندور على موقع أول موفي (الإنجليزية)
- جتين تكيندور على موقع قاعدة بيانات الفيلم (الإنجليزية)
- جتين تكيندور على موقع كينوبويسك (الروسية)